# Diario La Opinión (Pergamino)
La Opinión fue fundado por Enrique Venini (1887-1968),  empresario pergaminense, el 13 de febrero de 1917.  En sus primeros años se imprimía en la "Imprenta y Tipografía La Minerva" (de Enrique Venini y Fernando Toscano, desde 1907), que se encontraba en la calle San Nicolás 679. 
En 1923 adquieren un aparato de radiotelegrafía y de radiocomunicación. En octubre de 1955, tras producirse el Golpe de Estado denominado Revolución libertadora el diario junto con otras decenas de publicaciones de todo el país, es intervenido y su director desplazado, para poder instalar una prensa adicta al régimen de Pedro Eugenio Aramburu.
En 1989, Hugo Eduardo Apesteguía adquiere la editorial.
En 1992, el edificio de la calle Merced 555 se incendió. A partir del año 2000 se ubicó la nueva sede en Av. de Mayo y calle San Nicolás.
En 2024, la firma se traslada a Av Pellegrini 3380 Piso 3.